# 学校法人上田煌桜学園
学校法人上田煌桜学園（がっこうほうじんうえだこうおうがくえん）とは、新教育システム株式会社を前身とするさくら国際高等学校を設置運営する学校法人である。理事長は起業家の荒井裕司。学園長は森大和。

## 概要
当初、内閣府構造改革特別区域の株式会社立学校として新教育システム株式会社を設置し、さくら国際高等学校を開校した。
現在は、さくら国際高等学校運営以外には主体となる運営は行っていないが、さくら国際高等学校 東京校など、理事長である荒井裕司が設立、運営する団体などにも影響力を持つ。

## 沿革
2015年4月 長野県知事の認可を受け、さくら国際高等学校を住所に法人設立。

## 所属校
- さくら国際高等学校
- さくら国際高等学校　東京校

ここに記載されているのは、学校法人上田煌桜学園が設置運営する教育施設のみである。